# Am Hirschgarten

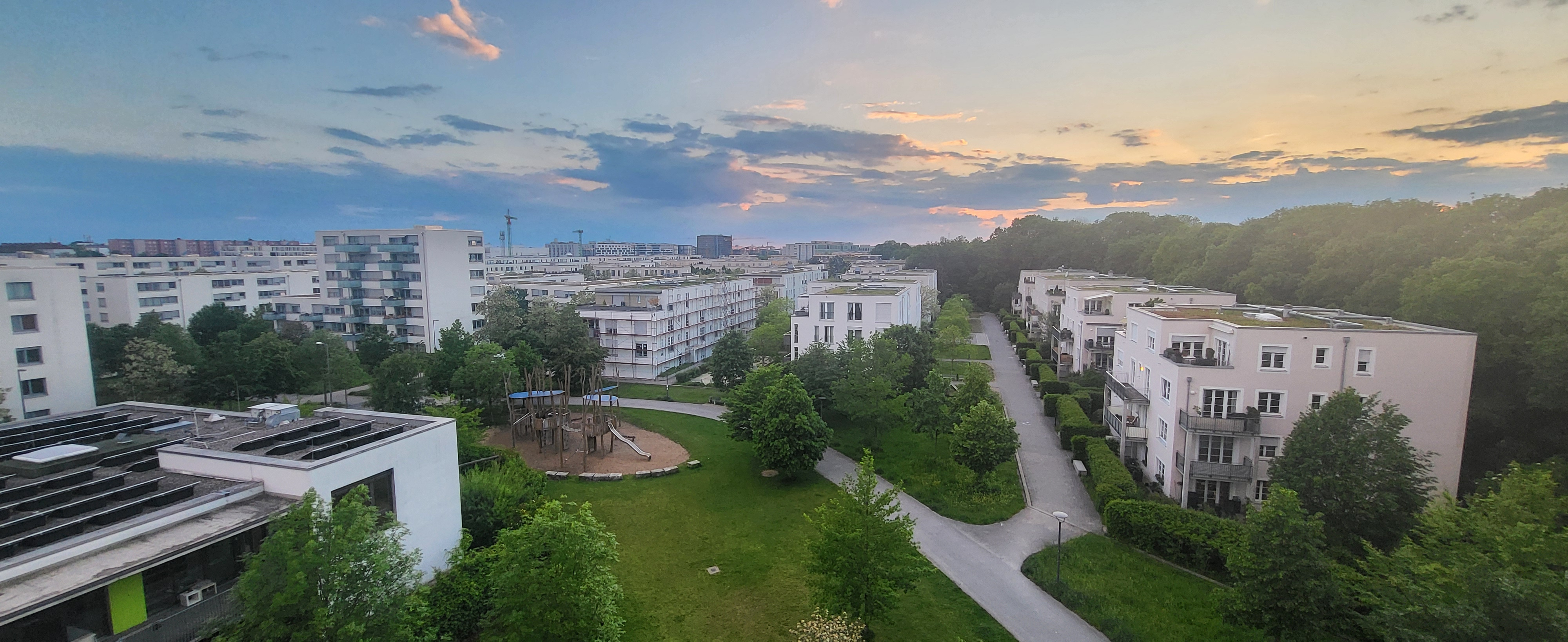
Blick aus dem 5. Stock auf das Nachbarschaftsviertel Am Hirschgarten.

Das Nachbarschaftsviertel Am Hirschgarten ist ein Stadtquartier im Münchner Bezirk Neuhausen-Nymphenburg. Es entstand um 2010 zusammen mit dem S-Bahnhof "Hirschgarten" und beginnt an der Friedenheimer Brücke. Dort befindet sich auch das Einkaufszentrum Forum am Hirschgarten sowie die beiden architektonisch auffälligen Friends Towers. Der namensgebende Stadtpark Hirschgarten liegt im nördlichen Teil des Viertels und ist für den größten Biergarten Münchens bekannt.

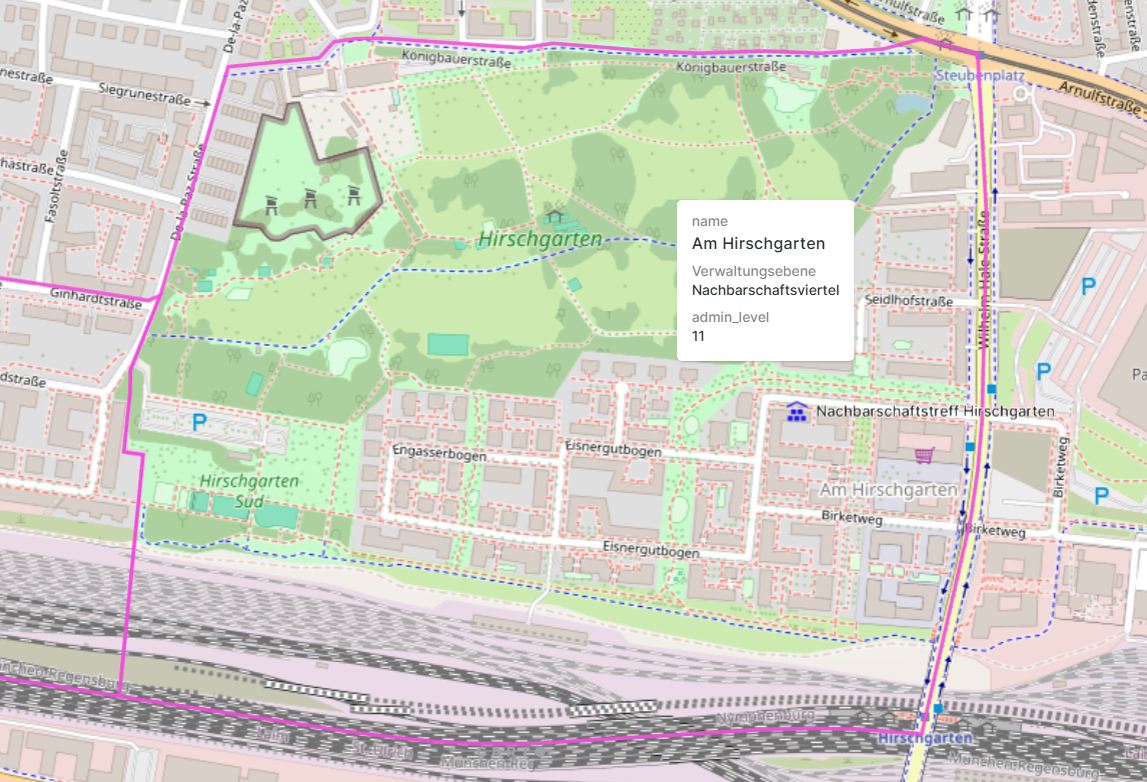
Karte des Gebiets Am Hirschgarten in München

## Nachbarschaft und Engagement
Im Nachbarschaftsviertel Am Hirschgarten bestehen verschiedene Angebote zur Förderung des nachbarschaftlichen Miteinanders. Eine zentrale Einrichtung ist der Nachbarschaftstreff Hirschgarten in der Schloßschmidstraße 19. Er bietet regelmäßige Veranstaltungen wie Krabbelgruppen, Sprachkurse, Kreativangebote und Treffpunkte für verschiedene Altersgruppen. Auch Tauschregale für Bücher und Spielsachen stehen zur Verfügung.
Einmal jährlich wird vom Nachbarschaftstreff ein Flohmarkt auf der Wiese zwischen Schloßschmidstraße und Birketweg, in unmittelbarer Nähe des Forums Hirschgarten, organisiert. Die Teilnahme steht allen Bewohnerinnen und Bewohnern offen; eine Voranmeldung ist erforderlich.
Der Nachbarschaftstreff versteht sich zudem als Anlaufstelle für Bürgeranliegen und arbeitet hierzu unter anderem mit dem Bezirksausschuss zusammen.

## Lage
Im Norden und Westen bildet der Hirschgarten-Park die Grenze des Nachbarschaftsviertels Am Hirschgarten zu den angrenzenden Teilen des Stadtteils Nymphenburg. Im Süden begrenzen die Bahngleise der Stammstrecke das Viertel zum Stadtbezirk Laim. Im Osten ist die Achse Friedenheimer Brücke – Wilhelm-Hale-Straße der Übergang zum neuen Nachbarschaftsviertel Neue Postwiese im Stadtteil Neuhausen.

## Geschichte
Das Nachbarschaftsviertel Am Hirschgarten ist das Kernstück des 2006 planfestgestellten Bauprojektes Quartier Birketweg und war Teil des Stadtentwicklungsprojektes Hauptbahnhof–Laim–Pasing (HLP).
Beim Bau der Bahnstrecke München–Augsburg (1840) wurde der Hirschgarten verkleinert. Entlang der Gleisanlagen herrschten teils großflächige gewerbliche, industrielle und bahnbetriebliche Nutzungen vor, welche seit den 1990er Jahren u. a. infolge der Privatisierung der Bahnanlagen weitgehend städtebaulich neu entwickelt wurden.

## Verkehr

### Fußverkehr
Aus dem Viertel heraus sind die Einkaufsmöglichkeiten, Restaurants und Dienstleister am Forum Hirschgarten und entlang der Friedenheimer Brücke zu Fuß gut zu erreichen. Auch zum Steubenplatz am nordöstlichen Ende des Hirschartens ist es nicht weit.

### Radverkehr
Entlang der Gleise verläuft die beliebte Radl-Stammstrecke. Auf dieser Route ist sowohl die Innenstadt als auch Pasing in ca. 15 Minuten mit dem Rad erreichbar. Dabei verläuft die Strecke kilometerweit abseits vom Autoverkehr und ohne Ampeln oder Kreuzungen. Zum Neuhauser Zentrum am Rotkreuzplatz gibt es auf der Wendl-Dietrich-Straße nur einen schmalen ungeschützten Radstreifen zwischen schnell fahrenden Bussen und Parkplätzen. Alternativ kann dieser Abschnitt über die parallel verlaufende Ofterdingenstraße umfahren werden. In südlicher Richtung nach Laim führen bauliche Radwege über die Friedenheimer Brücke.

### Öffentlicher Nahverkehr
Von der S-Bahn Station Hirschgarten gelangt man im Minutentakt zum Hauptbahnhof oder zum Fernbahnhof Pasing, alternativ auch mit den Tram-Linien ab Steubenplatz oder ab Lautensackstraße. Die Buslinie 62 hält an der Wilhelm-Hale-Straße und fährt zum Rotkreuzplatz oder nach Süden Richtung Heimeranplatz.

### Kfz-Verkehr
Die Friedenheimer Brücke ist 4-spurig ausgebaut. Im Viertel selbst haben Autos Vorrang und es gibt an allen Anwohnerstraßen beidseitig durchgehend kostenlose Parkplätze.

## Freizeit und Sport
- Kulturzentrum Backstage
- Im Hirschgarten: Spielplätze, Wiesenflächen, Grillareale, hügelige Wiesen mit Rodelmöglichkeiten. Direkt neben dem Biergarten gibt es ein Gehege mit Damwild und Muffelwild. Ende Juli findet das Magdalenenfest statt mit Fahrgeschäften und Verkaufsbuden. Im neuen Südteil gibt es eine große Skateranlage, einen kleinen Fußballplatz mit Kunstrasen, ein Basketballfeld, eine Kletterwand sowie Fitnessgeräte.

## Sehenswürdigkeiten
Die Friends Towers sind ein sehr beliebtes Fotomotiv. Zwischen beiden Towern befindet sich auch die Skulptur "Schreitender" des Chemnitzer Künstlers Michael Morgner.